# Edmund Jankowski
Edmund Bernard Jankowski, poljski veslač, * 28. avgust 1903, Wrocki, † 1. november 1939, Bydgoszcz.
Jankowski je za Poljsko nastopil kot član četverca s krmarjem na Poletnih olimpijskih igrah 1928 v Amsterdamu. Poljski čoln je takrat osvojil bronasto medaljo.
Po nemški invaziji na Poljsko se je Jankowski boril, a je bil kmalu zajet in usmrčen v Bydgoszczu.